# 罗伯托·阿尔瓦拉多
罗伯托·阿尔瓦拉多（西班牙語：Roberto Alvarado，1998年9月7日—），墨西哥男子足球运动员，司职中场。他曾代表墨西哥国奥队参加2020年夏季奥林匹克运动会足球比赛，获得一枚铜牌。